# ژوآن ناوار، ملکه انگلستان
ژوان ناوار، ملکه انگلستان (انگلیسی: Joan of Navarre, Queen of England; ح. 1368 – ۱۰ ژوئن ۱۴۳۷ (aged c. 68–69)) سیاستمدار اهل پادشاهی ناوار بود.